# Steniodes
Steniodes és un gènere d'arnes de la família Crambidae descrit per Pieter Cornelius Tobias Snellen el 1875.

## Taxonomia
- Steniodes acuminalis (Dyar, 1914)
- Steniodes costipunctalis Snellen, 1899
- Steniodes declivalis (Dyar, 1914)
- Steniodes deltoidalis (Snellen, 1875)
- Steniodes dominicalis Schaus, 1924
- Steniodes gelliasalis (Walker, 1859)
- Steniodes mendica (Hedemann, 1894)
- Steniodes nennuisalis (Schaus, 1924)
- Steniodes suspensa (Meyrick, 1936)